# John Sugar
Pour les articles homonymes, voir Sugar.
John Sugar, né en 1558 à Wombourne dans le Staffordshire et mort à Warwick le 16 juillet 1604 est un prêtre catholique anglais arrêté et exécuté sous le règne d'Élizabeth Ier. 

## Biographie
John Sugar est né dans une famille passée à l'anglicanisme. Son père était prêtre anglican. Il est étudiant au Merton college d'Oxford mais n'est pas diplômé car déjà il refuse de reconnaître la suprématie de la courronne sur l'Église. Se sentant néanmoins appelé à devenir prêtre il se fait ordonné et est nommé vicaire de la paroisse de Cannock dans le Staffordshire. Les circonstances de sa conversion au catholicisme quoique prévisibles restent néanmoins peu précises. On le retrouve en 1600 à Douai où il est ordonné prêtre catholique. L'année suivante il revient en Angleterre et concentre son ministère dans le Warwickshire, Worcestershire et Staffordshire. En 1603  il est arrêté à Rowington chez Robert Grissold, un laïc qui le cachait chez lui. Emprisonné et jugé à Warwick il est condamné à mort et subit la peine réservée aux traîtres à savoir pendaison, éviscération et écartèlement.

## Vénération
Déclaré bienheureux par Jean-Paul II en 1987 John Sugar fut l'un des quatre-vingt-cinq Quatre-vingt-cinq martyrs d'Angleterre et de Galles béatifié par ce dernier et fêté le 16 juillet. Son nom figure aussi dans la liste des martyrs de Douai.